# آرثر تشيسترفيلد إيفانز
آرثر تشيسترفيلد إيفانز (ولد في 16 يونيو 1950) هو طبيب وسياسي أسترالي، شغل منصب عضو في المجلس التشريعي لولاية نيو ساوث ويلز من عام 1998 إلى عام 2007.

## السيرة الطبية
تخرج بدرجة البكالوريوس في الطب والجراحة من جامعة سيدني عام 1975؛ حصل على زمالة الكلية الملكية للجراحين (إنجلترا) من لندن عام 1980، وماجستير العلوم التطبيقية (الصحة والسلامة المهنية) من جامعة نيو ساوث ويلز عام 1996. عمل سابقًا كمسجل جراحي في مستشفى رويال نورث شور من 1980 إلى 1981؛ ثم كطبيب عام في سيدني من 1982 إلى 1983؛ وكطبيب مهني في شركة مياه سيدني من 1983 إلى 1994؛ وكطالب دراسات عليا (ماجستير بالأطروحة) عام 1994؛ وكمسؤول طبي في وزارة شؤون المحاربين القدامى عام 1995؛ وكطبيب مهني مستقل في باسيفيك للصحة والسلامة المهنية في بيروود من 1995 إلى 1998. في عام 1994، شغل منصب رئيس جمعية إصلاح الأطباء الأسترالية في نيو ساوث ويلز، حيث دافع من خلالها عن استمرار نظام ميديكير وتحسينات في نظام الصحة العامة.

## نشاط مكافحة التدخين
كان إيفانز مسؤولًا عن حركة غير المدخنين من عام 1984 إلى 1997، وعضوًا في الحركة الفنية التخريبية التي استخدمت الإعلانات الدعائية الموجهة ضد العروض الترويجية غير الصحية. وقد قامت هذه الحركة بتخريب إعلانات التبغ من خلال إضافة كتابات ساخرة. ألقي القبض عليه وأدين بسبب هذه الأفعال، لكنه تم تبرئته بعد الاستئناف.
استضاف أيضًا برنامجًا إذاعيًا لمكافحة التبغ بعنوان Puff Off من عام 1980 إلى 1994. وفي عام 1988، أنتجت وحدة الكحول والمخدرات التابعة لهيئة التعليم التقني والتعليم المتقدم فيلمًا حاز على جوائز حول أنشطته تحت عنوان "اعترافات جراح بسيط". بالإضافة إلى ذلك، كان عضوًا في مجلس نادا، شبكة الوكالات المعنية بمكافحة الكحول والمخدرات.

## نشاط السلام
كان إيفانز من أبرز المدافعين الأستراليين عن إنشاء وزارة أو دائرة للسلام في أستراليا. وكانت حجته في دعم هذا التوجه أن مثل هذه الوزارة أو الدائرة ستدعو إلى تنفيذ سياسات نشطة لتعزيز السلام على الصعيدين المحلي والدولي، والعمل على التصدي للقوة المؤسسية للعنف. كما أشار إلى أنه كما نعترف بوجود وزارات أو دوائر بيئية، فإننا بحاجة أيضًا إلى وزارات أو دوائر للسلام. في عام 2006، تحدث إيفانز كمندوب أسترالي في منتدى السلام العالمي في كندا.

## الحياة السياسية
انضم إيفانز إلى الديمقراطيين الأستراليين عام 1986، وعين ليحل محل إليزابيث كيركبي في المجلس التشريعي لنيو ساوث ويلز بعد تقاعدها في 25 يونيو 1998. أعيد انتخابه في عام 1999 لمدة ثمان سنوات، إلا أنه هُزم في انتخابات 2007 بعد حصوله على 1.8% فقط من الأصوات الأولية، ما أدى إلى ترك الديمقراطيين غير ممثلين في البرلمان في ولاية نيو ساوث ويلز. اشتهر بين الصحفيين لاهتمامه بعالم الموضة وإعجابه بالقمصان الصفراء.
ومع تراجع حزب الديمقراطيين الأستراليين، انضم إيفانز إلى الأحزاب الخضراء. في انتخابات نيو ساوث ويلز عام 2015، حاول العودة إلى البرلمان كمرشح من الأحزاب الخضراء لتمثيل دائرة نورث شور في المجلس التشريعي، لكن محاولته باءت بالفشل. كما كان مرشحًا عن الأحزاب الخضراء في انتخابات نورث سيدني عام 2015 التي أُجريت بعد استقالة جو هوكي، ولكنه خسر أمام المرشح الليبرالي ترينت زيمرمان.